# 田雄 (清朝)
田雄（？—1663年），漢軍鑲黃旗，直隸宣府鎮（今河北省宣化縣）人。原明朝總兵，叛南明弘光帝後降清，歷任杭州總兵、都督同知、加左都督等，官至浙江提督，加少傅兼太子太傅銜，爵封二等侯，過世時贈太傅，諡號毅勇。乾隆十五年（1750年）朝廷確認各侯伯的封號，田雄為順義侯。因為其是縛弘光帝獻給清軍的南明總兵之一，因此在之後被歸入《貳臣傳》，由侄子田象坤襲二等順義侯爵位。

## 生平

### 縛主求榮
南明弘光元年，即清順治二年（1645年）。清朝派遣定國大將軍、和碩豫親王多鐸南下進攻江南，南明弘光帝朱由崧從南京敗走蕪湖，投奔靖國公黃得功的軍營。但被清朝巴牙喇纛章京（護軍統領）圖賴督兵截江斷道，五月二十二日癸卯，南明總兵田雄、馬得功等人衝上御舟，劫持弘光帝和他的妃子，將其獻給清軍，豫親王多鐸讓田雄以原銜從征。之後不久便任命田雄為杭州府總兵官。

### 駐軍杭州
隨後身為浙江總兵的田雄便輔佐浙江總督張存仁、梅勒章京珠瑪喇，率軍駐紮在浙江。而當時南明魯王朱以海正在紹興府，被東閣大學士熊汝霖、武英殿大學士張國維等南明大臣，奉為南明的監國，且有兵部尚書馬士英、鎮東侯方國安等率重兵相佐。在之後南明諸軍更是屢次渡過錢塘江，在距離杭州十里的地方駐紮五個營，以窺伺杭州城。清平南大將軍、多羅貝勒勒克德渾便派遣滿漢官兵進剿，但還未抵達，馬士英等便率南明軍退走，總督張存仁、總兵官田雄等便率清軍追擊，追斬五百餘級，隨後向朝廷報捷。
順治三年（1646年），二月十二日，田雄因為投誠清朝以後履立功勞，因此與江西提督金聲桓、鄖陽總兵官王光恩等一眾明朝降將，一齊受清廷頒賜朝衣、嵌珠金頂、涼朝帽、玉帶、鞍馬各一。二月十四日，田雄因功以都督同知的身分，充任提督浙江總兵官，即浙江提督。
順治五年（1648年），明降將，時任清左都督、廣東提督李成棟，四月時在廣州發動兵變，歸附南明永曆帝，屯兵南雄，先被封為廣昌侯，後又被升任惠國公，又被拜為大將軍大司馬，隨後更殺戮了原清廣東總督佟養甲、巡按劉顯名、潮州總兵車任重等人。繼而與洞蠻土寇聯合，號稱兵眾百萬，隨後率軍進逼贛城（贛州府）。但十一月時，被清朝南贛巡撫劉武元、南贛總兵官胡有陞等率兵大破之，李成棟遂退守信豐。
順治六年（1649年），江西贛州推官蘇進泰遣使拜見時任清朝浙江提督的田雄，為叛清歸明的南明大將軍李成棟遞上逆書，希望能一齊舉兵反清，田雄不允，隨後捉拿其使以上奏清廷，後得旨裦獎，遂被朝廷加了左都督銜，為「浙江提督總兵加左都督」。
順治八年（1651年），五月十五日，清廷對投誠官員論功行賞，田雄因鎮守浙江期間屢立戰功，被授予一等精奇尼哈番（一等子爵）的世襲爵位。

### 大破舟山
監國四年（1649年）八月時，南明監國魯王朱以海，隨著南明定西伯、富平將軍張名振聯合蕩胡伯阮進，討伐奉隆武年號、不願意讓監國魯王在舟山建立朝廷的舟山總兵黃斌卿，黃隨後被阮進率軍擊殺後拋屍入海，宣告南明舟山的戰事結束。張便迎接魯王從健跳所（今浙江臨海縣）遷至舟山群島，並以參將原署為監國府，張名振、阮進也因功被分別晉升為定西侯、蕩胡侯，張名振總督魯王軍諸師。
順治八年（1651年）八月時，固山額真兼平南將軍金礪、定南將軍劉之源等、協同福建總督陳錦、浙江提督田雄等，率領滿漢戰船乘潮出關，進攻舟山上的魯王政權。八月二十日清軍第一次進攻舟山，南明蕩胡侯阮進陣亡。九月二日，舟山被攻破，並被隳其城，南明大學士吏部尚書張肯堂等自殺殉國。而後張名振等擁魯王入海。
順治九年（1652年）三月三十日，朝廷以克舟山之功，加浙江提督田雄為太子太保。
順治十年（1653年）十月一日，朝廷命令浙江提督田雄移防定海縣。
順治十二年（1655年），南明阮進舊將阮思、陳六禦等再次佔據舟山群島，於是朝廷在該年的十二月二十四日，便命令固山額真（都統）伊爾德為寧海大將軍，並讓其同固山額真王國光、護軍統領車爾布等率官屬兵丁前赴寧波府。會同總督屯泰、巡撫秦世禎、提督田雄、總兵官張杰，計議進剿舟山的南明勢力。田雄晝夜督治戰艦攻具，留下參將徐信、傅長春、遊擊劉登瀛等扼要隘以聲援，而自率精鋭匯合大軍誓師登舟，由定海大洋（今浙江舟山市大洋鎮）進烈港（今浙江舟山市瀝港鎮）。
阮思等連兵迎戰，田雄與伊爾德麾兵並進，以炮毀數船，阮思等習風濤，左右衝突，田雄恐兵志未定，如果退卻必為所乘，因揚帆據上游，攻其鉅艦，副將常進功等從右奮擊，阮思所部大潰，投海死者大半。轉戰至日夕，乃振旅還師。翌日，復統水師出洋，田雄見阮思眾益熾，與伊爾德計，以橫洋、金塘為舟山要路，今為所據，宜分兵急擊破之，則舟山可達。於是張水師為兩翼直薄之，四面夾攻，殲其眾無算，獲其船，阮思投水自殺。
田雄鎮海疆日久，以舟山不難於收復而難於駐守，請調兵駐防，增戰艦、設水師，分汛偵剿。順治帝以所奏悉合機宜，下所司議行。
順治十四年（1657年）七月二十日，因為復舟山之功，朝廷敘功，並為浙江提督田雄，加少傅兼太子太傅銜，並仍賜其冠服、甲冑等賞賜。
順治十五年（1657年），田雄奏請朝廷歸隸旗籍，以其弟田豹代己入侍，朝廷許之；於是讓田雄隸屬漢軍鑲黃旗。

### 擊退鄭軍
而此時，南明延平郡王、招討大將軍鄭成功率軍頻繁干擾清朝的海濱，先是兵圍象山縣、再犯台州，複陷遂安縣、平陽縣諸邑；兵部於是彈劾田雄有失守城池之罪，後得旨寬免，令田雄立功自贖。
順治十六年（1658年）四月，鄭成功派遣軍隊準備進攻太平縣；田雄於是派遣兵士迎戰，隨後一戰生擒百餘人，其餘鄭軍則望風而遁。同年五月，鄭成功再次舉全部兵力進犯清領寧波府；田雄於是出城督戰，隨後清軍陣斬五百餘級。鄭軍退出定關，隨後欲造木城為久踞之計；田雄於是分兵三路進剿，鄭軍於是潰散，入海而遁。

### 因功封侯
順治十八年（1659年）三月十六日，田雄被晉封為二等侯同年，六月一日浙江提督田雄，奏請辭去侯爵的爵位，並奏請解除其提督職務。但得旨曰：「卿擒獲福王。投誠功大。又隨大兵攻戰、勞績甚多。鎮守海疆、宣力有年。故特授侯爵。用示眷酬。宜祗遵成命、益殫忠猷、以副倚任。不必遜辭。」
康熙二年（1663年），故浙江提督二等侯田雄過世，於是清廷在七月十九日，下令贈其太傅銜，賜祭葬如例，謚號毅勇，並以其從子田象坤襲爵。
乾隆十五年（1750年），定世襲侯號曰「順義」。